# Drucker (Beruf)

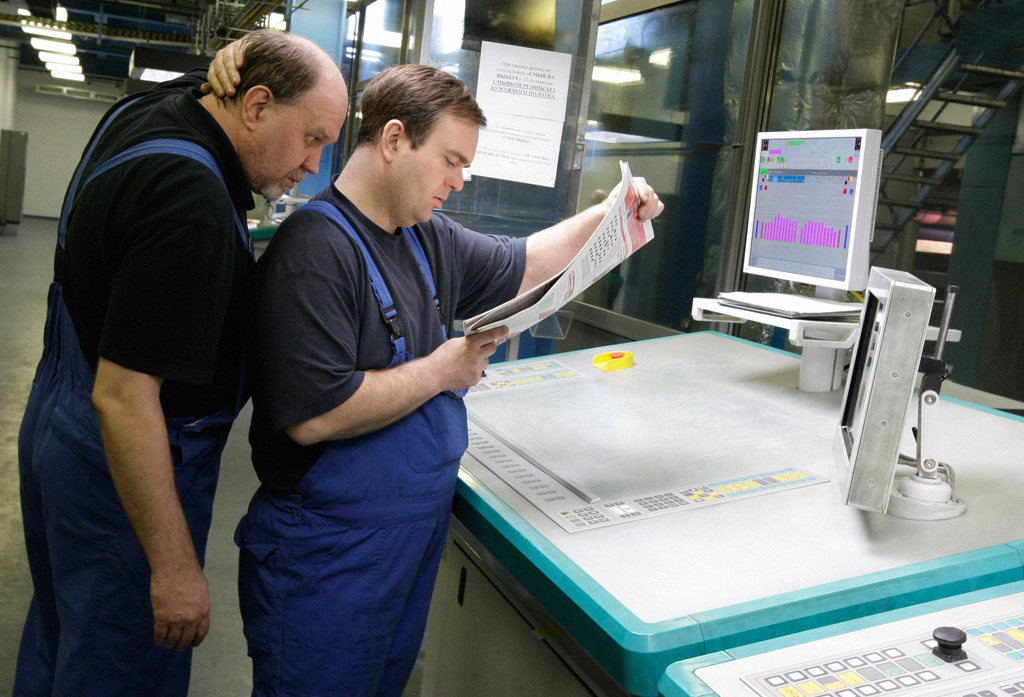
Drucker bei der Qualitätskontrolle in einer russischen Druckerei (2009)

Drucker, Drucktechniker (Österreich), Drucktechnologe (Schweiz)  bzw. Medientechnologe Druck (Deutschland)  ist eine Berufsbezeichnung für die Herstellung von Druckerzeugnissen in Druckereien mit unterschiedlichen Verfahren. Kernaufgabe des Berufsbildes ist heute, elektronisch gesteuerte Anlagen zum Bedrucken von Papier, Karton, Textilien, Kunststoffen und Metallen einzurichten, in Betrieb zu nehmen, zu überwachen sowie die Qualität sicherzustellen.

## Aus- und Weiterbildung

### Österreich
Die Berufsausbildung erfolgt im dualen System an Berufsschulen und bei einschlägigen Lehrbetrieben des Gewerbes und der Industrie. Voraussetzung für den Beginn ist das Absolvieren der neun oder auch zehn Pflichtschuljahre. Die meisten Lehrlinge besitzen aber einen Abschluss der Hauptschule und/oder Polytechnischen Schule. In Österreich dauert die Lehre dreieinhalb Jahre und wird mit der Lehrabschlussprüfung beendet. 
In Österreich wird schon zu Beginn einer der vier folgenden Schwerpunkte gewählt:
- Bogenflachdruck (Offsetdruck)
- Rollenrotationsdruck
- Digitaldruck
- Siebdruck

Die bestandene Lehrabschlussprüfung ermöglicht in Österreich den Zugang zur Meisterausbildung und zur Berufsmatura (Berufsreifeprüfung) und in Folge zu weiteren Höherqualifizierungen, z. B. an Kollegs oder Fachhochschulen.
Alternativ zur Lehre kann die Ausbildung an einer Fachschule bzw. berufsbildenden Schule erfolgen.
Siehe Höhere Graphische Bundes-Lehr- und Versuchsanstalt, Abteilung Druck- und Medientechnik.

### Schweiz
In der Schweiz lautet die Berufs- und Ausbildungsbezeichnung auf Drucktechnologe.

### Deutschland
Hauptartikel: Medientechnologe Druck

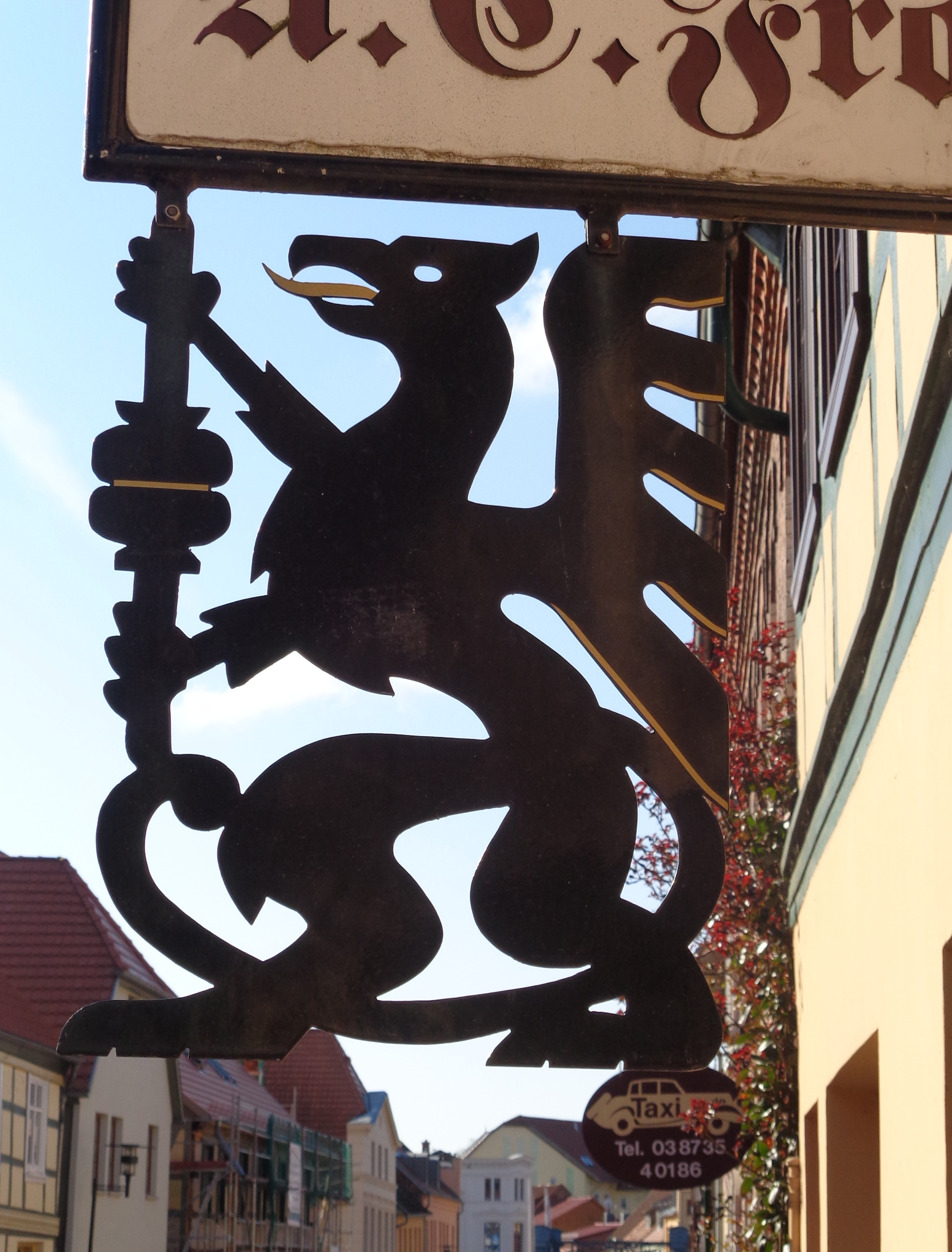
Zunftzeichen in Plau am See (2015)

In Deutschland bezeichnet der Begriff Medientechnologe Druck (ehem. Drucker) den anerkannten Ausbildungsberuf in der gleichnamigen Berufsgruppe. Die Ausbildung in diesem Beruf wurde zuletzt durch die Verordnung über die Berufsausbildung zum Drucker/zur Druckerin (Drucker-Ausbildungs-VO – DruckAusbV) vom 2. Mai 2000 inhaltlich neu geordnet. Die Ausbildung dauert 36 Monate und erfolgt im dualen Ausbildungssystem. Der Beruf kann in den Ausbildungsbereichen Industrie und Handwerk ausgebildet werden.   
Im dritten Ausbildungsjahr spezialisiert man sich auf eine der folgenden vier Fachrichtungen: 
- Flachdruck = Offsetdruck (häufigstes Verfahren im Buchdruck)
- Hochdruck
- Tiefdruck
- Digitaldruck

Für das Siebdruckverfahren gibt es eine eigenständige Ausbildung zum anerkannten Ausbildungsberuf Siebdrucker.
Dem Drucker wird am Ende seiner Ausbildung im Handwerk ein Gesellenbrief, in der Industrie ein Facharbeiterbrief verliehen. Durch ein System von Wahl-Qualifikationseinheiten bestehen weitere Differenzierungsmöglichkeiten in der Berufswahl und -ausübung.
Im Rahmen der Aufstiegsfortbildung besteht die Möglichkeit, die Prüfung zum Industriemeister Fachrichtung Printmedien abzulegen. Des Weiteren kann man eine zweijährige Ausbildung zum staatlich geprüften Techniker, Fachrichtung Druck- und Medientechnik machen. Ingenieurswissenschaftliche Studiengänge bestehen an den Fachhochschulen München und Stuttgart sowie an der Universität Wuppertal.
Der Ausbildungsberuf wurde in den Jahren 2010 und 2011 modernisiert und ist am 1. August 2011 außer Kraft getreten. Sein Nachfolger ist der Medientechnologe Druck.

## Verwandte Berufe
- Buchbinder
- Schriftsetzer

Weitere Berufe, siehe Kategorie:Beruf (Drucktechnik)